# Bishopina vangoethemi
Bishopina vangoethemi is een mosselkreeftjessoort uit de familie van de Cytherideidae. De wetenschappelijke naam van de soort is voor het eerst geldig gepubliceerd in 1981 door Wouters.